# 神様のこどもたち
『神様のこどもたち』（かみさまのこどもたち）は、野村あきこによる日本の漫画作品。

## 概要
『なかよし』（講談社）において、1997年から1997年まで連載された。

## 書誌情報
- 野村あきこ『神様のこどもたち』講談社〈講談社コミックスなかよし〉1997年5月6日発行、ISBN 4-06-178863-9[1]